# Кроссар, Жан Батист Луи де
Барон Жан Батист Луи де Кроссар (фр. Jean Baptiste Louis baron de Crossard, 1765—1845) — русский и французский генерал, участник революционных и наполеоновских войн.

## Биография
Родился 8 июля 1765 в Пуатье. В 1784 году окончил Артиллерийскую школу в Меце, служил су-лейтенантом в морской артиллерии. Не приняв Французскую революцию, в 1791 году эмигрировал и поступил лейтенантом в голландскую армию. Как штабной офицер в 1793 и 1794 годах участвовал в войне против Франции. После поражения и захвата Нидерландов французами бежал.
В 1796 году поступил в австрийскую армию кадетом в драгунский конвой при штабе. За храбрость в сражениях с французами на Рейне в 1796 и 1797 годах был произведён в обер-лейтенанты штабной службы.
В 1799 году в рядах австрийских войск участвовал в Итальянской кампании под командованием А. В. Суворова и в сражении при Нови был ранен пулей в грудь. В 1800 году участвовал в осаде Генуи. Затем в ноябре и декабре отличился в сражениях в северной Италии, произведён в капитаны и награждён орденом Марии Терезии. После Амьенского мира вышел в отставку.
С началом войны третьей коалиции в 1805 году барон де Кроссар вновь вступил в австрийскую армию, участвовал в сражении под Аустерлицем.
В 1807 году вступил в русскую армию волонтёром. 21 января 1807 года участвовал в битве при Прейсиш-Эйлау.
В 1808 году вернулся в Австрию, произведён в майоры и тайно отправлен военным советником в Испанию. Участвовал в сражении при Медельине и битве при Талавере. После разгрома испанской армии 19 ноября 1809 при Оканье барон де Кроссар вернулся в Вену, где был произведён в полковники.
С началом Отечественной войны 1812 года де Кроссар направился в главную квартиру русской армии, которую догнал уже под Москвой. 19 ноября 1812 года зачислен полковником в квартирмейстерскую часть.
Если верить мемуарам барона, то именно он убедил Кутузова оставить неудачную позицию под Москвой, придумал Турутинский марш-манёвр, выбрал линию обороны при Малоярославце и т.д. Русские офицеры прозвали барона «Царь-Фараон» и оставили о нём насмешливые характеристики.
Поэт и офицер Константин Батюшков писал:
В армии встречаешь много карикатур, но подобной Кроссару не всякому удастся встретить.
Прапорщик Николай Дмитриевич Дурново оставил о нём такое мнение:
Не знаю, каковы его заслуги: в нём по меньшей мере много вульгарного.
Генерал от инфантерии Н. Н. Муравьёв-Карский оставил в своих записках подробные воспоминания:
Он был замечательной храбрости, но не в состоянии ничем управлять, и был помешан на военном искусстве в больших размерах. Он имел австрийский крест Марии-Терезии, который нелегко достаётся, бел весь изранен, век свой провёл на войне и для того переходил из одной службы в другую. Когда военные действия останавливались, то Кроссар становился печален, угрюм. Он был так малообразован, что едва ли умел различить на карте селение от реки. Деятельность его была беспримерна, вечно верхом, никогда почти не спал, ездил на маленьких клячах, которых офицеры на переходах, забавляясь, исподтишка приучали лягаться. Кроссар воображал себе, что командует всей армией, имел много знакомых, шутил довольно остро и был причуден в речах своих. Он себе приписывал все выигранные сражения... Он издерживал много денег, не жалея их для потчевания товарищей, а сам жил свиньёй... Наружность его была смешная: ростом мал, волоса как смоль чёрные, несколько толст, лыс, зубы белые, как у собаки, глаза совсем красные. При смуглом цвете лица, он много походил на цыгана, всегда в треугольной шляпе с обвислыми при дожде полями, от чего она тогда принимала вид шляп, употребляемых на похоронах факельщиками: поля бились ему по глазам, но он от того не переставал всюду скакать и только бранился на поля, закрывавшие ему зрение. Вся одежда его была в таком же роде... Он состоял при великом князе Константине Павловиче, который его охотно держал при себе и часто за шута употреблял... Он всегда жаловался, что его по службе обижают наградами. Наконец, по окончании войны, его сплавили во французскую службу генерал-майором. Неприятно было видеть преимущества, коим пришелец этот воспользовался на нашей службе.,
Принял участие в войне шестой коалиции, получил много боевых наград, в том числе орден Святого Георгия 4-й степени за отличие в битве под Лейпцигом.
После взятия Парижа и реставрации Бурбонов барон уволился из русской армии генерал-майором и был принят Людовиком XVIII во французскую армию лагерным маршалом. Долгое время он командовал 6-й дивизией 10-го военного округа в Тулузе. После Июльской революции 1830-го года вышел в отставку и уехал в Вену, где и умер 13 марта 1845 года.,
Оставил шесть томов воспоминаний (Memoires militaires et historiques pour servir a l'histoire de la guerre depuis 1792 jusqu'en 1815. — P., 1829).

## Награды
Российской империи:
- Орден Святого Владимира 3-й степени (3 июня 1813)[4]
- Орден Святой Анны 2-й степени с алмазными украшениями (13 сентября 1813)[5]
- Орден Святого Георгия 4-й степени (22 ноября 1813) [6]
- Золотая шпага с надписью «За храбрость» (28 июля 1815)[6]
- Серебряная медаль «В память Отечественной войны 1812 года» (1814)

Иностранных государств:
- Военный орден Марии Терезии 3-й степени (18 августа 1801[7], Австрийская империя)
- Военный орден Максимилиана Иосифа 3-й степени (Королевство Бавария)
- Орден «Pour le Mérite» (11 апреля 1814[8], Королевство Пруссия)
- Кульмский крест (1813, королевство Пруссия)
- Военный орден Святого Людовика 3-й степени (Королевство Франция)
- Военный орден Вильгельма 3-й степени (24 мая 1818[7], Королевство Нидерланды)
- Орден Почётного легиона кавалерский крест (20 августа 1824[7], Королевство Франция)